# 금주법 시대

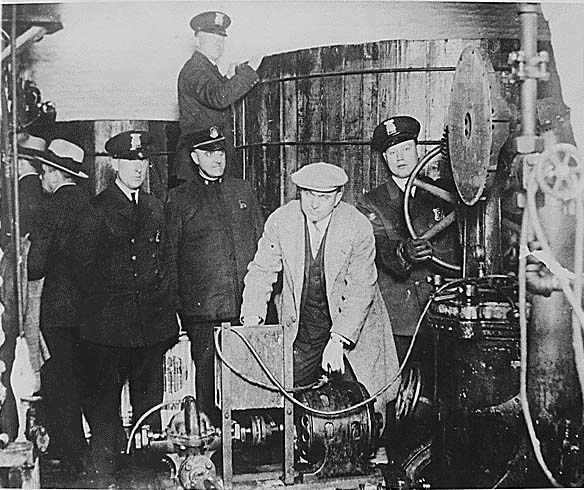
디트로이트 시경찰국의 밀주 단속.

금주법 시대(Prohibition era)란 미국 의회에서 미국 수정 헌법 제18조, 즉 금주법을 비준한 1919년부터 1933년을 말한다.

## 개요

### 금주법 제정
금주법 제정을 주도한 것은 표면적으로 농촌 개신교 세력인 "금주 십자군(dry crusaders)", 로비 단체인 안티살롱 동맹, 기독교 여성단체인 여성기독교금주연맹 등이었고, 주요 목적으로는 음주 남용으로 인한 사회적 문제를 제거하기 위한 일환이었다. 1919년 1월 16일 비준된 수정헌법 제18조와 볼스테드 법은 주류의 양조·판매·운반·수출입하지 못하게 하는 것을 주요 내용으로 하였다. 의료 목적에 사용하는 일부 주류와 기독교 교회가 빵과 포도주를 나누는 밥상공동체인 성만찬(Holy Communion)에 사용하는 포도주 등만이 허용되었고, 그 이외에 주류를 개인이 소유하거나 소비하는 행위는 연방 법률로 불법화되었다. 금주법은 1933년 12월 5일 미국 수정 헌법 제21조가 수정헌법 제18조를 대체하면서 폐지되었다.

### 금주법의 장점과 단점
통념적으로 금주법은 실패로 돌아간 악법이라고들 생각하지만, 금주법이 시행된 1920년동안 미국의 알코올 소비량은 절반 이하로 줄어들었고, 1940년대까지 알코올 소비량은 금주법 이전 수준 이하를 유지했다. 때문에 금주법이 최소한 일시적으로라도 본래의 목적을 수행하는 데 성공했다고 보기도 한다. 일부 연구자들은 금주법의 실패를 법 자체의 문제보다 그 주위의 역사적 맥락에서 찾기도 한다. 그러나 금주법의 결과 마피아나 갱스터 같은 도시 지역 범죄조직들이 성장하게 된 것은 부정할 수 없는 사실이며, 이들 범죄조직의 밀주 유통 사업이 오늘날의 마약 밀매 사업의 원조가 되었다고 진단하는 시각도 있다. 금주법은 해가 갈수록 지지자를 잃었으며, 1929년 대공황이 발생했을 때 각 주 정부들은 주세가 없어졌기 때문에 심한 세수 부족에 시달려야 했다.

## 배경

### 미국 식민지 시절부터의 음주 이해
미국 동부 지역이 영국의 식민지였던 17세기에도 주류 판매 제한 법률이 존재했으며, 식민지 시절에서도 음주로 인한 학대나 폭력에 대해서도 엄격한 사회적 문제로 인식하고 법적으로도 개입해야 한다고 보았다. 독립한 이후에도 위스키와 같은 증류주에 대한 세금을 주세로만이 아니라 죄악 세금으로 인식하고 위스키와 같은 독주의 사회적 해악에 대해서 관심을 가져야 한다고 보았고, 토마스 제퍼슨 역시 이런 이유로 주세에 대한 법안을 입안했다.
1784년 외과의사였던 벤자민 러시의 음주의 마음과 신체에 대한 질병과 해악 관련 저서가 미국 전역에 영향을 끼쳤고, 독립 이후에 재건운동이 한창이던 시기에 코네티컷과 버지니아, 뉴욕 등지에서 러시에게서 영향 받은 금주 운동 연합들이 형성되기 시작했다. 19세기에 들어서면서 이런 연합체들은 조직을 갖추었고, 음주를 즐기는 행위는 남녀의 건강에 심각한 문제를 일으킨다고 인식하기 시작했으며, 여성의 중심인 중산층 여성들은 가정의 위기를 막기 위해서 음주는 피해야 한다고 여겼다. 실제로도 금주 운동이 진행되던 1830년 당시 독주인 증류주 소비량이 매주 인당 1.7병으로 2010년 미국 소비량의 3배에 달할 정도였다. 금주운동이 벌어지기 이전에는 더 많은 양을 마셨을 것으로 추정되며, 음주는 미국 재건에 방해가 되는 요소로 여겼으며, 사회제도가 미흡했던 당시에는 음주 남용으로 인한 사회적 문제를 21세기 마약 남용의 문제만큼이나 심각하게 여겼다.

### 미국의 남북전쟁
미국에서 벌어진 대규모 내전인 남북전쟁은 1861년부터 1865년까지 벌어진 내전이었다. 이로 인해서 미국에서 주요노동 인력이었던 만13세에서 43세 남자의 8%가 전쟁으로 사망하였고, 이는 북부지역에서는 6%, 남부에는 18%의 인력에 해당하는 규모였다. 이로 인해 미국 전역은 전쟁의 피해와 복구를 위해서 노력하였으나, 동시에 다른 한편으로는 전쟁의 피해로 인한 심리적 좌절감, 사회적 위기감 등으로 개인별 음주량이 점차 증가하였고, 음주가 사회적 문제로 크게 대두되기 시작하였다. 남편의 음주로 인한 아내의 피해는 점차 심각한 수준에 이르렀으며, 특히 경건한 삶을 주장하던 복음주의 개신교회 중에서도 감리교회에서는 이런 사회적 문제에 대해서 관심을 기울이고 지원하였다. 음주 남용에 대한 인식을 사회적 문제로 보던 미국 문화에서 남북전쟁으로 인한 상실감을 달래기 위한 음주와 이로 인한 중독 문제는 사회적 관심과 법적 개입을 고려하게 하였다. 실제 미국의 종교소설인 《예수라면 어떻게 했을 것인가》(예찬사)에서는 서술자가 음주를 인간의 정신을 파괴하는 악으로 보아서 반대하고 있다. 리치먼드라는 철도 도시에서 개신교 목사와 교인들이 술집 영업허가를 취소할 것을 요구하는 사회운동을 하는 내용 및 술집 주인들과 개신교 교회와의 갈등을 알코올 의존증 환자였던 여성이 금주 집회중에 테러로 사망하는 결말로써 서술하고 있다.

### 반독일 정서
알코올 중독이나 범죄를 줄이기 위한다는 것이 법의 제정 명분 및 목적이었으나, 실제로는 양조업에 종사하는 독일 이민자들에 대한 견제를 위한 것이었다. 이는 독일 잠수함의 미국 여객선 격침 사건인 루시타니아호 사건과 미국의 제1차 세계 대전 참전으로 인해 미국에서 독일에 대한 감정이 좋지 않았기 때문에 금주법을 통해 독일 이민자들이 양조업을 함으로써 부를 쌓는 일을 견제하려고 한 데에서 비롯했다고 주장한다.
하지만, 금주법 당시 미국의 주류 소비는 포도주와 위스키, 럼, 브랜디와 같은 과실주와 증류주가 대부분이었고, 맥주의 소비는 많지 않았다. 과실주와 증류주는 독일인이 아니라 영국, 스코틀랜드와 프랑스 출신 양조업자가 제조 판매를 하였고, 독일 출신 양조업자는 과실주와 증류주가 아닌 맥주를 주로 공급했고, 그 영향은 크지 않았다. 1차세계대전으로 반독일 정서가 형성되기는 하였으나 직접적인 영향으로 보기는 어렵다.

## 금주법 효과
금주법으로 미국의 음주량은 눈에 띄게 줄었고, 1920년대 음주량은 이전 시기에 절반 수준으로 떨어졌다. 음주로 인한 정신질환도 줄어들었고, 음주로 인한 사망이 30%에 달했다가 10%로 줄어들었다. 음주로 인한 경제적 손실이 빠르게 줄어들었고, 금주법이 폐지된 이후에도 음주에 대한 인식은 이전과 전혀 달라져 금주법 이전의 음주량 수준으로 늘어나지 않았다.
결근이 크게 줄었다. 포드 자동차의 발표에 따르면 직원의 결근이 금주법이 시행된 이후 약 50% 가까이 줄어들었고, 다른 산업에서도 음주로 인한 결근률이 크게 줄어들어 생산성 향상이 나타났다.
금주법의 시행은 현재에도 마리화나, 마약과 같은 불법 약물에 대한 금지법률과 신체적 악영향을 끼치는 물질에 대한 통제, 금지 법률에 그 정신이 영향을 끼친다고 본다.
술에 대한 인식도 크게 바뀌어 미국 개척시대부터 존재하던 살롱의 문화가 사라졌으며, 금주법 이전에는 남성만이 살롱이나 술집과 바 등에서 술을 마셨으나, 금주법 이후에는 남성과 여성이 함께 맥주와 같은 가벼운 술을 식당이나 바에서 마시는 것에 거부감이 줄어들었다. 금주법은 남성만이 아니라 여성도 그 대상으로 하였으므로, 법이 폐지된 이후 술을 마시는 권한은 남성만이 아니라 여성도 지닌다는 인식이 형성되었다.

## 부작용
금주법은 1890년대에서 1920년대를 가리키는 "진보 시대"의 끝물을 장식한 사건이었다. 19세기에 들어 알코올 중독, 약물 남용, 도박 중독을 비롯한 다양한 악폐를 추방하면 사회적 문제를 해결할 수 있을 것이라는 생각이 팽배했다. 그래서 19세기 말에서 20세기 초의 여러 공동체에서 알코올 금지를 도입했고, 이는 알코올 금지의 법제화로 이어졌다. 금주법 지지자들(dries)은 금주법을 공공도덕과 보건후생의 승리라고 자축했다. 한편 반대자들(wets)은 알코올 금지는 농촌 지역 개신교도들의 이상을 도시지역 이민자 공동체와 천주교 신자들에게 강제하기 위한 것이라고 비판했다.
금주법은 알카포네가 대표적인 조직폭력배의 주류 밀거래, 무허가 술집 개업, 주류 사업 이익을 노린 폭력조직간의 살인사건 등의 부작용을 낳았다. 그 당시 많은 사람들이 메틸알코올로 인해서 죽기도 했다. 결국 1933년 미국 서민의 환영 속에 금주법은 미국 헌법 수정 제21조에 의해 폐지되었다.

## 같이 보기
- 메인법